# Henri Stern
Henri Stern (ur. 1902, zm. 7 września 1988) – francuski historyk sztuki i archeolog. 

## Życiorys
Był pracownikiem Centre national de la recherche scientifique. Swoje badania koncentrował głównie na sztuce wczesnochrześcijańskiej i bizantyńskiej. Odegrał kluczową rolę w dziedzinie
rozwoju badań nad starożytną mozaiką. W 1963 roku zorganizował w Paryżu w 1963 roku pierwsze międzynarodowe sympozjum na temat mozaiki antycznej. Był inicjatorem założenia l'Association internationale pour l'étude de la mosaïque antique (AIEMA). 

## Wybrane publikacje
- L'art byzantin, Paris: Ch. Massin 1965 (przekład polski: Sztuka bizantyńska, przeł. Teresa Mroczko, Warszawa: Wydawnictwa Artystyczne i Filmowe 1975).